# 苍津
苍津（?—?），博尔济吉特氏，翁牛特右翼旗人，清朝蒙古王公。成吉思汗弟铁木哥斡赤斤后裔，郡王毕里衮达赉次子。
初名班第，后康熙帝赐名苍津。康熙三十三年（1694年），袭封为札萨克多罗杜棱郡王。康熙三十九年（1700年），因为翁牛特部缺马，清廷以察哈尔牧场八百匹马给他。康熙四十一年（1702年），率诸台吉于努瑚岱昂阿朝觐皇帝。康熙四十五年（1706年），尚康熙帝第十三女和硕温恪公主，授为和硕额驸。雍正五年（1727年），因为擅自请准噶尔使者入藏熬茶，被雍正帝削爵，爵位由叔父鄂齐尔袭封。